# Ljubaništa
Ljubaništa é uma aldeia localizada no município de Ohrid, na República da Macedônia do Norte.